# Classe Churchill
La classe Churchill est la seconde classe de sous-marins nucléaires de la Royal Navy propulsée par un réacteur nucléaire britannique. Les trois unités de cette classe, construites à Barrow-in-Furness par le chantier naval Vickers, servirent de 1970 jusqu'en 1990. Le navire de tête de cette classe porte le nom de Winston Churchill, qui fut le Premier Lord de l'Amirauté pendant la Première Guerre mondiale et le premier ministre du Royaume-Uni pendant la seconde.

## Conception
Issue de l'amélioration de la classe Valiant, les sous-marins britanniques étaient équivalents à la classe Sturgeon de l'United States Navy. Ils étaient équipés de trois sortes d'armement :
- Torpille Mark 48 conventionnelle
- Torpille Mark 24 Tigerfish
- missile antinavire AGM-84 Harpoon

## Service
- Le HMS Conqueror s'est illustré lors de la guerre des Malouines en coulant, le 2 mai 1982, le croiseur de la marine argentine ARA General Belgrano. Il est officiellement le seul sous-marin nucléaire à avoir été engagé au combat contre un navire ennemi.

## Les sous-marins de classe Resolution
| N° de coque | Nom                        | Lancement        | Service effectif | Chantier naval            | Fin de carrière |
| ----------- | -------------------------- | ---------------- | ---------------- | ------------------------- | --------------- |
| S46         | HMS Churchill              | 20 décembre 1968 | 15 juillet 1970  | Vickers Barrow-in-Furness | 28 février 1991 |
| S48         | HMS Conqueror              | 28 août 1969     | 9 novembre 1971  | Vickers Barrow-in-Furness | 2 août 1990     |
| S50         | HMS Courageous (ex-Superb) | 7 mars 1970      | 16 octobre 1971  | Vickers Barrow-in-Furness | 10 avril 1992   |

## Sources
- (en) Cet article est partiellement ou en totalité issu de l’article de Wikipédia en anglais intitulé « Churchill class submarine » (voir la liste des auteurs).